# ادر (بازیکن فوتبال پرتغالی)
ادرزیتو آنتونیو ماسدو لوپس (پرتغالی: Ederzito António Macedo Lopes؛ زادهٔ ۲۲ دسامبر ۱۹۸۷) بازیکن فوتبال اهل پرتغال است که در پست مهاجم بازی می‌کند. بازیکن جدید استقلال 

## باشگاهی
از باشگاه‌هایی که در آن بازی کرده‌است می‌توان به آکادمیکا، براگا، سوانزی سیتی، لیل و لوکوموتیو مسکو و الرائد اشاره کرد

## تیم ملی
وی همچنین در تیم ملی فوتبال پرتغال بازی کرده‌است. او در فینال جام ملت‌های اروپا ۲۰۱۶ گل قهرمانی تیمش را برابر فرانسه به ثمر رساند.